# Elachiptera decipiens
Elachiptera decipiens är en tvåvingeart som först beskrevs av Friedrich Hermann Loew 1863.  Elachiptera decipiens ingår i släktet Elachiptera och familjen fritflugor. Inga underarter finns listade i Catalogue of Life.